# Pseudovertagus clava
Pseudovertagus clava is een slakkensoort uit de familie van de Cerithiidae. De wetenschappelijke naam van de soort is voor het eerst geldig gepubliceerd in 1791 door Gmelin als Murex clava.